# Старосубхангулово
Старосубхангу́лово (баш. Иҫке Собханғол) — село в Республике Башкортостан Российской Федерации. Административный центр Бурзянского района Башкортостана и Старосубхангуловского сельсовета. Население 5245 человек (2021).

## Топоним
Названо по имени первопоселенца Субхангула Кильдекеева. С образованием в середине XIX в. выселка Новосубхангулово получило современное название.
Второе название Алакуянтамагы связано с гидронимом (баш. Алаҡуянтамағыл, букв.: устье Алакуяна). Фиксировалось также как Лукъянтамак, Курпычаково.

## География
Стоит на реке Белой, при впадении нескольких небольших притоков.
Село разделено на несколько микрорайонов: Центр, Базал (местные называют Финляндией), Кайынтуш и посёлок Агидель.

### Географическое положение
Расположено в 205 км к юго-востоку от столицы республики города Уфы, при впадении реки Алакуян в реку Белую.

## История
Основано башкирами д. Иткулово Бурзянской волости Ногайской дороги (ныне с. Иткулово 2‑е Баймакского района) на собственных землях. Известно с 1756 года, как хутор Субхангулово В 1795 г. в 14 дворах проживало 92 человека, в 1866 г. в 30 дворах — 189 человек.
Жители занимались скотоводством, земледелием.

## Население
| 1959 | 1970  | 1979  | 1989  | 2002  | 2009  | 2010  | 2021  |
| ---- | ----- | ----- | ----- | ----- | ----- | ----- | ----- |
| 2072 | ↗3271 | ↗3796 | ↘3655 | ↗4343 | ↗4872 | ↘4609 | ↗5245 |

### Национальный состав
Согласно переписи 2002 года, преобладающая национальность — башкиры (92,3 %).
Согласно переписи 2020 года, преобладающая национальность — башкиры (96 %).

## Известные уроженцы
- Юлчурина, Альфия Мурзабулатовна (род. 25 апреля 1960 года) — певица, народная артистка Башкортостана (2010).

## Экономика и социальная сфера
Имеется несколько предприятий пищевой промышленности местного значения, лесоперерабатывающий комплекс, краеведческий музей, мечеть современной постройки, центральная усадьба Башкирского государственного природного заповедника, основанного в 1958 году. 

## Инфраструктура
Личное подсобное хозяйство с зоной сельскохозяйственного использования, индивидуальная застройка усадебного типа.

## Транспорт
Автобусное сообщение с Белорецком, Сибаем и Уфой.

## Религия
Мечети:
- Мечеть Абдульман;
- Мечеть Фуркан